# Calgary Tame
Calgary Tame (né le 20 juillet 2012) est un cheval hongre Selle français de robe alezane, monté en saut d'obstacles par la cavalière américaine Laura Kraut.

## Histoire
Calgary Tame naît le 20 juillet 2012, à l'issue d'une coopération entre les éleveurs Denis Brohier, Patrick Bizot et Eugénie Angot, qui fut aussi la cavalière de ses deux parents. Il voit le jour au haras de Tamerville, situé à Saint-Côme-du-Mont dans le département de la Manche, en région  Normandie, en France,.
Il est entraîné au saut d'obstacles par les cavaliers Baptiste Pommier, Stéphane Dufour, puis par Julien Alexandre. Il suit le cycle classique de saut d'obstacles avec les épreuves pour jeunes chevaux de 4, 5 et 6 ans. Sa copropriétaire Eugénie Angot commence à le monter lorsqu'il a cinq ans et le forme de la fin d'année 2017 jusqu'à la fin de l'année 2020, l'amenant jusqu'au niveau d'obstacles 1,40 m. Il est monté pendant toute la saison 2021 par le cavalier français Julien Épaillard. Sa vente à la cavalière américaine Laura Kraut est annoncée par Eugénie Angot le 15 février 2022. 
En février 2024, Laura Kraut le confie à Julie Welles, l'une de ses élèves, après avoir subi une chute le 13 janvier à Wellington.

## Description

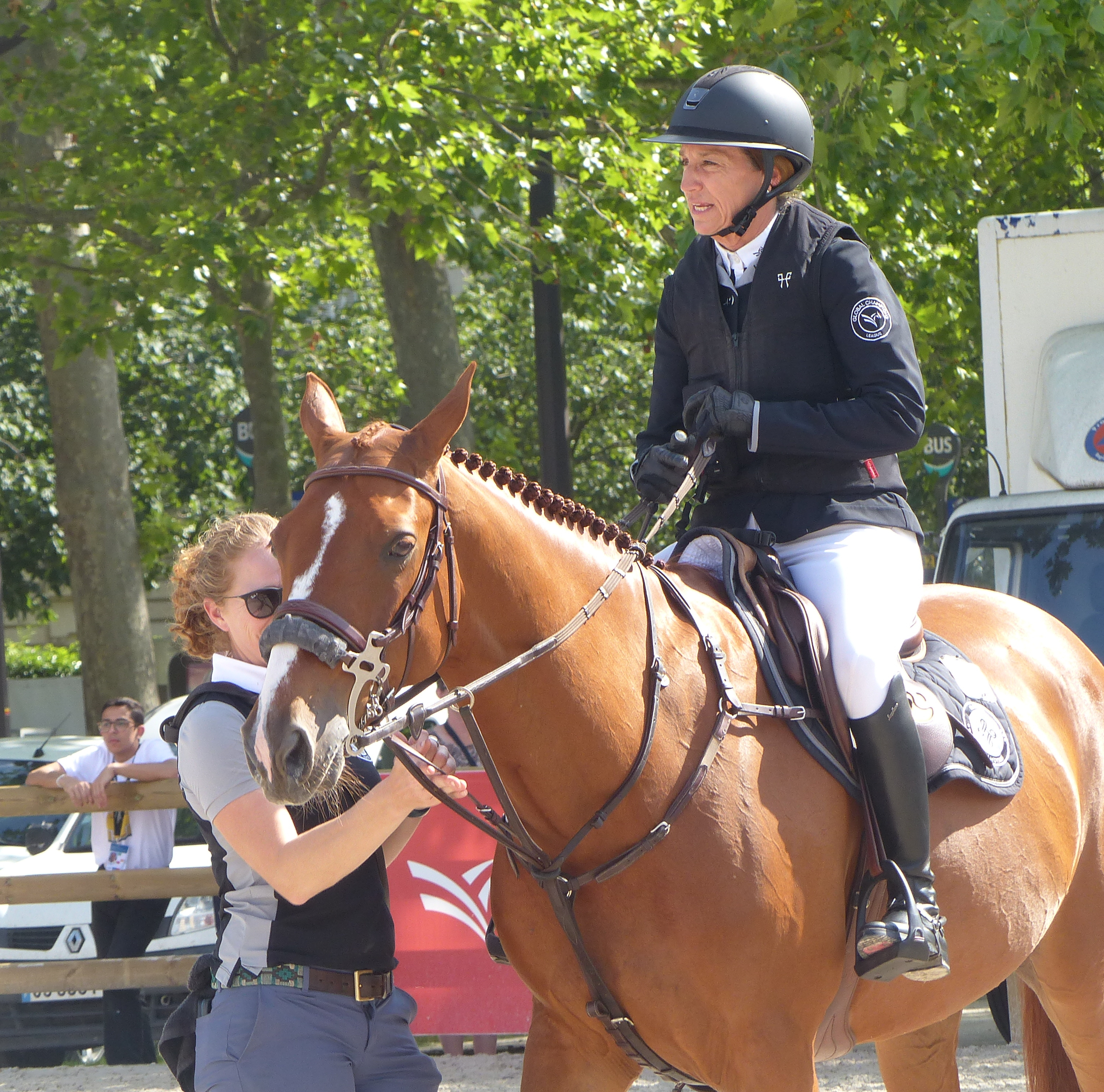
Calgary Tame monté par Laura Kraut au Paris Eiffel Jumping de 2023.

Calgary Tame est un hongre de robe alezane, inscrit au stud-book du Selle français. Il mesurait 1,61 m à l'âge d'un an et demie.

## Palmarès
Il atteint un indice de saut d'obstacles (ISO) de 173 en 2023.
- vainqueur du CSI3* de Herzlake[2] ;

## Origines
Il présente des origines partiellement françaises, belges et allemandes, puisque c'est un fils de l'étalon Old Chap Tame, sa mère Davendy S étant une jument belge par Kashmir Van't Schuttershof,, qui a concouru jusqu'au niveau 5* avec la cavalière Jessica Springsteen. Il présente 36 % d'origines Pur-sang, 34 % de Selle français et 9 % par le Holsteiner allemand.
Il est considéré comme l'un des meilleurs fils d'Old Chap Tame. 